# The Toy Dolls

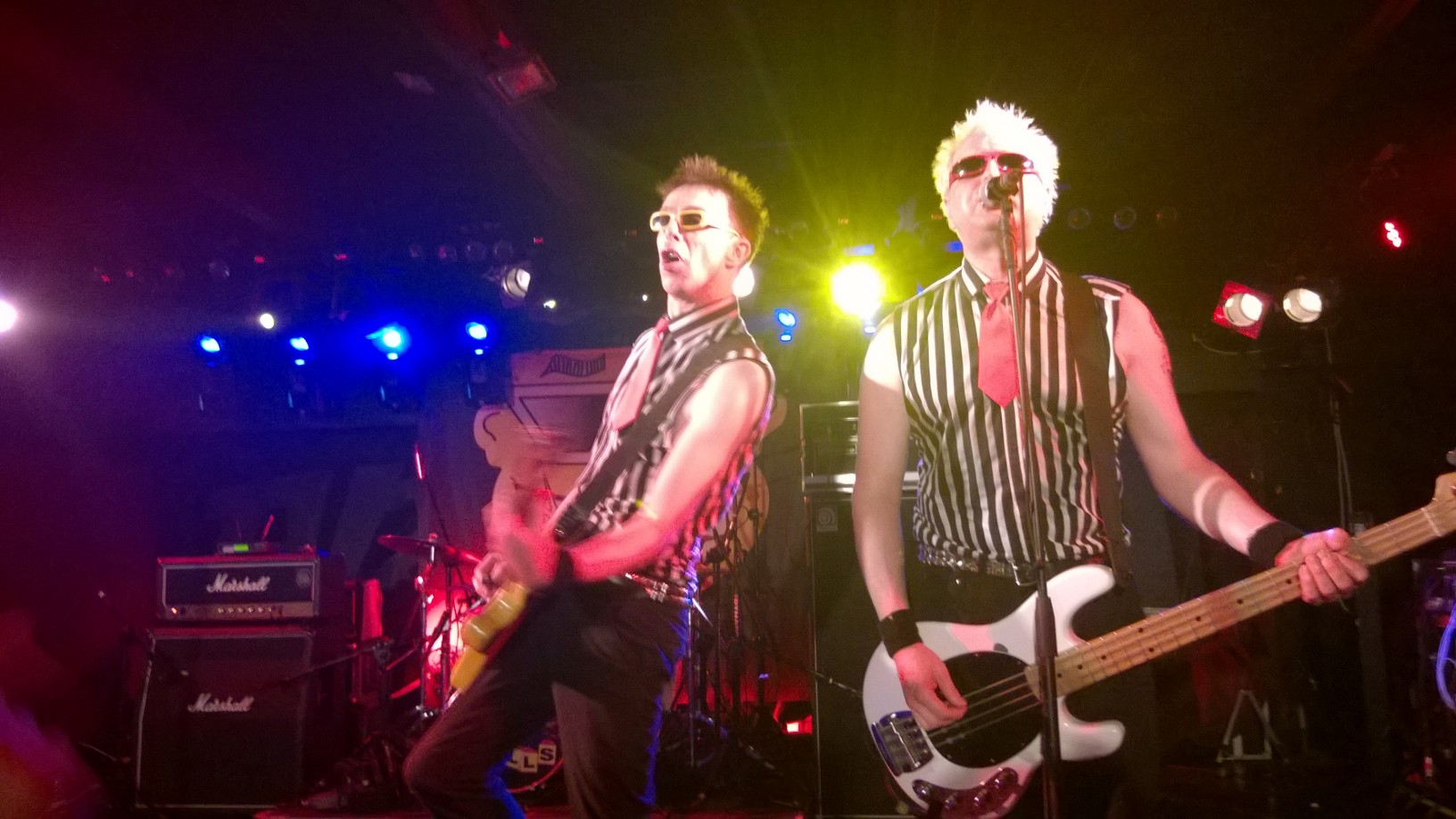
The Toy Dolls, koncert w Warszawie, 18 października 2014

The Toy Dolls – brytyjska grupa punkrockowa, powstała pod koniec roku 1979 i działająca do dziś.
Początkowy skład grupy to: Pete Zulu (Peter Robson) – wokal, Olga (Michael Algar) – gitara, Flip (Philip Dugdale) – gitara basowa, Mr Scott (Colin Scott) – perkusja. Skład zespołu skurczył się wkrótce po utworzeniu do trzech osób: Olga (Michael Algar) – gitara + wokal, Flip (Philip Dugdale) – gitara basowa, Mr Scott (Colin Scott) – perkusja. W późniejszych latach skład zmieniał się często, ale liderem pozostawał Olga.

## Dyskografia
- Dig That Groove Baby (1983)
- A Far Out Disc (1985)
- Idle Gossip (1986)
- Bare Faced Cheek (1987)
- Ten Years Of Toys (1989)
- Wakey Wakey (1989)
- 22 Tunes Live From Tokyo (1990)
- Fat Bob's Feet (1990)
- Absurd-Ditties (1993)
- Orcastrated (1995)
- One More Megabyte (1997)
- On Stage In Stuttgart (1999)
- Anniversary Anthems (2000)
- Our Last Album? (2004)
- Treasured Toy Dolls Tracks (2006)
- Album After The Last One (2012)
- Olgacoustic (2015)
- Episode XIII (2019)